# Ptilocercus lowii
La tupaya o musaraña arborícola de cola plumosa (Ptilocercus lowii) es una especie de pequeño mamífero del Sondalandia, el único de su género y de la familia Ptilocercidae, conocido por ser una de las especies de las selvas malayas que se alimentan con un néctar alcohólico (proveniente de la palmera Eugeissona tristis), según han descubierto unos investigadores de la Universidad de Bayreuth.

## Distribución geográfica
Es endémica de ciertas selvas de la península de Malaca, Sumatra, Borneo y algunas islas menores cercanas (Tailandia, Indonesia, Brunéi y Malasia).

## Subespecies
Se reconocen las siguientes subespecies:
- Ptilocercus lowii lowii (Gray, 1848)
- Ptilocercus lowii continentalis (Thomas, 1910)